# Милютин, Андрей Андреевич
Андрей Андреевич Милютин (15 октября 1916 — 24 июля 2005) — передовик советской энергетики, заместитель главного советского эксперта по сооружению высотной Асуанской плотины в Объединённой Арабской Республике, Герой Социалистического Труда (1971).

## Биография
Родился 15 октября 1916 года в деревне Писарино Яранского уезда Вятской губернии в русской крестьянской семье. Завершил обучение в сельской школе и Санчурской школе колхозной молодежи. Продолжил получать образование в Индустриальном техникуме в городе Йошкар-Ола Марийской автономной области, обучался здесь только до второго курса, техникум в 1935 году был ликвидирован. Стал трудиться лаборантом Поволжского лесотехнического института в городе Йошкар-Ола, одновременно экстерном завершил обучение на рабфаке. В 1936 году возвратился домой, и стал трудиться учителем физики и математики неполной средней школы в селе Матвинур Санчурского района. 
В 1937 году успешно поступил в Московский энергетический институт, стал обучаться на электроэнергетическом факультете. До конца не завершил учёбу из-за начавшийся войны. В июле 1941 года был призван в ряды  Красной Армии. Воевал в должности начальника зарядно-аккумуляторной станции батальона связи 28-й отдельной стрелковой бригады, участник обороны Москвы. В мае 1943 года, при переформировании бригады в дивизию, был отозван из армии как специалист для окончания института. В 1945 году с отличием завершил обучение в институте и получил специальность "инженер электрических станций". 
После получил направление на строительство «Днепростроя». Назначен на должность инженера Управления монтажных работ и занимался восстановлением ДнепроГЭСа. В 1947 году переведен в дирекцию «ДнепроГЭС»: стал трудиться старшим дежурным инженером, начальником турбинного цеха. В дальнейшем продолжал работать на строительстве и пуске вновь пускаемых гидроэлектростанций: с 1953 по 1958 годы главный инженер Мингечаурской ГЭС в Азербайджане, с 1958 по 1966 годы заместитель главного инженера Сталинградской ГЭС.
С 1966 году стал трудиться на сооружении высотной Асуанской ГЭС в Объединенной Арабской Республике , ныне Египет, выполнял обязанности заместителя советского эксперта по строительству.
За выдающиеся успехи, достигнутые при строительстве в ОАР Асуанского гидроэнергетического комплекса, широкое внедрение в производство новых прогрессивных методов труда, высокое качество строительно-монтажных работ, Указом Президиума Верховного Совета СССР от 12 января 1971 года Милютину Андрею Андреевичу было присвоено звание Героя Социалистического Труда с вручением ордена Ленина и золотой медали «Серп и Молот».
В 1971 году возвратился в СССР. Был назначен на должность директора каскада Средне-Днепровских ГЭС (Киевская ГЭС, Киевская ГАЭС и Каневская ГЭС). Трудился до 1984 года. когда вышел на заслуженный отдых.
Проживал в Киеве. последние годы жизни жил в Санкт-Петербурге. Умер 24 июля 2005 года. Похоронен на Кузьмоловском кладбище города Санкт-Петербург. 

## Награды
За трудовые успехи удостоен:
- золотая звезда «Серп и Молот» (12.01.1971)
- орден Ленина (12.01.1971)
- Орден Трудового Красного Знамени (27.04.1948)
- Орден Отечественной войны II степени (11.03.1985),
- Орден Республики (Египет) (1971),
- Медаль «За трудовую доблесть» (09.09.1961),
- другие медали.